# Сотня «Залізні»
Залізні — військовий підрозділ УПА (сотня), що входив до 22-го (Станиславівського) тактичного відтинку «Чорний ліс» Військової округи-4 «Говерла», групи «УПА-Захід».

## Командири
- Федір Ковальчук «Богун» 04.1944
- Михайло Оленюк «Олег» 10.1944 — †17.05.1945
- Андрейчук Іван «Вихор» 05.1945 — †07.11.1946

## Історія дій
15 січня 1946 р. ліквідований радянський військовий гарнізон у с. Грушка, було знищено 27 більшовиків.
16 січня сотня зупиняється в Майданському лісі неподалік позицій сотенного Грози. Підхід внутрішніх військ сотню Вихора захопив зненацька, вона навіть не встигла зайняти бойових позицій. Безладний відступ повстанців на с. Струпків Коломийського району супроводжувався втратами, які подвоїлися, бо з боку села теж наближалися радянські війська. Блокада терену позбавила курінь оперативного простору й можливості поповнення харчів та одягу.
У лютому 1946 р. відділ рейдував за Дністром біля Коропця й Монастириська (Тернопільщина) без сутичок із більшовиками. Лише 9 лютого біля с. Озерян Монастириського району прийняв бій.
У квітні 1946 р. сотня Вихора налічувала близько 100 бійців, бере участь у бою з підрозділами Червоної армії в Соколовському лісі біля с. Олеші.
Із Тлумаччини сотня Вихора здійснювала рейди на Отинійщину й Надвірнянщину. Зокрема, 17–19 квітня під час одного з таких рейдів було спалено сільради й кооперативи в селах Баб’янці, Молодилові, Струпкові. 
21 квітня група мінерів із цієї сотні висадила в повітря частину залізниці поблизу м. Отинії. Знищено паровоз, три пасажирські й шість вантажних вагонів, а разом із ними 180 радянських військовиків.
14 травня в районі села Грушки повстанці обстріляли військовий «Вілліс», унаслідок чого водій загинув на місці, а пасажира – майора Альошина було розстріляно пізніше в лісі
23–24 травня упівці забезпечили себе продовольством під час нападів на продуктові крамниці в смт. Коропці та с. Сянках Тернопільської області.
На початку липня сотня, яка входила до куреня «Смертоносців» Чорного (Данила Дмитровича Рудака), та Ланчинська районна боївка СБ перебували в лісі Гвоздецька Гора, неподалік с. Гвозда. Курінний наказав сотенному Вихору підготувати два рої для засідки на шляху Надвірна – Станіслав, де проходитиме радянська автоколона. 3 липня 1946 р. о 17-й годині в напрямку Надвірної з’явилося чотири вантажівки. Повстанський вогонь із засідки зупинив автоколону. Було спалено три автомашини, вбито двох червоноармійців і поповнено продовольчі запаси. Після того упівці перейшли в Ланчинський район, де в одному з сіл розстріляли двох яструбків, а в с. Винограді спалили сільраду з документами, захопили кооператив і молокопункт. Продукти роздали переселенцям із Лемківщини. 
8 липня сотня влаштувала засідку на шляху Надвірна – Отинія на радянський підрозділ із десяти бійців, що заїхав до с. Винограда з’ясувати обставини останніх подій. У збройній сутичці поранено начальника Отинійського НКВС Шевчука і ще трьох енкаведистів.
12 липня бійці цієї сотні замінували залізницю між Отинією й Угорниками.
У ніч з 29 на 30 липня сотня здійснила напад на Тлумацький спиртзавод. Було знищено 4000 літрів спирту і завдано шкоди на 77 732 рублі 35 копійок. 
Далі повстанці знову зосередилися на автотранспортних диверсіях. Так, у кінці липня упівці здійснили напад на автомашину на трасі Озеряни – Тлумач, в якій бесарабці везли поросят у Станіслав на продаж. Автомобіль бійці підпалили, а бесарабців відпустили. 
8 серпня 1946 р. обстріляли студебекер, який їхав з Ново-Ушиці Кам’янець-Подільської області в м. Добромиль Дрогобицької області. Поранення отримала пасажирка автомобіля.
27 серпня сотня напала на студебекер, який рухався за маршрутом Станіслав – Городенка, внаслідок чого було вбито шофера і важко поранено трьох бійців. 
6 вересня 1946 р. було обстріляно і спалено автомобіль марки ГАЗ Кам’янець-Подільської швейної фабрики. Під час нападу повстанці розстріляли члена партії бухгалтера А. Боуска. 
Ще один напад на автомобіль, який рухався з Озерян до Тлумача, було здійснено поблизу с. Грушки в середині вересня 1946 р., а бійці Бульба і Орлич ще й підірвали трактор в Озерянах. Крім того, упівці робили засідки проти працівника Отинійського райвідділу МВС Молоткова, який арештовував і вбивав підпільників.
Однак 8 жовтня 1946 р. Вихор наскочив на засаду і був убитий на хуторі Кучерівка поблизу Грушки. На той час сотня налічувала 25 осіб, мала на озброєнні три ручні кулемети, три німецькі МП-43, угорський автомат, дві десятизарядки, три ППШ, 12 гвинтівок, 10 пістолетів і гранати.